# Ломовичский сельсовет
Ломовичский сельсовет (бел. Ламаві́цкі сельсаве́т) — административная единица на территории Октябрьского района Гомельской области Республики Беларусь. Административный центр — агрогородок Ломовичи.

## История
В 1942 году в деревне Селище гитлеровцами было сожжено 29 дворов и убито 95 жителей. Деревня не восстановилась.
2 апреля 1942 года во время карательной операции в деревне Смуга захватчики расстреляли 175 жителей, среди них 95 детей, сожгли деревню (30 дворов). Деревня не возродилась. На её месте установлен мемориальный знак.

## Состав
Ломовичский сельсовет включает 8 населённых пунктов:
- Гать — деревня.
- Грабьё — деревня.
- Жуковичи — деревня.
- Заозерье — деревня.
- Курин — деревня.
- Ломовичи — агрогородок.
- Нивное — деревня.
- Подгать — деревня.

Упразднённые населённые пункты:
- Селище — деревня[1][3].
- Смуга — деревня[2][4].

## Культура
- Краеведческий музей ГУО "Гатский детский сад - базовая школа" Октябрьского района (1998) в аг. Гать

## Достопримечательность
- Обелиск на месте сожжения в 1942 году деревни Селище. Убито и сожжено 95 мирных граждан (№ воинского захоронения 8265)[5].
- Обелиск на месте сожженной деревни Смуга 2 апреля 1942 года (№ воинского захоронения 8263)[5].